# Curación del poseído ciego y mudo

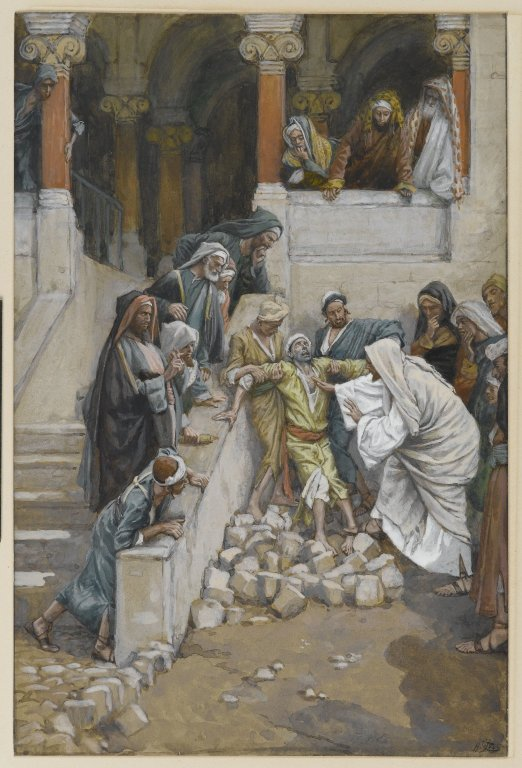
Exorcizando al hombre ciego y mudo por James Tissot, finales del

La curación del poseido ciego y mudo es uno de los milagros de Jesús en los evangelios.  Aparece en Mateo 12: 22-32, Lucas 11: 14-23 y Marcos 3: 20-30.
Según los Evangelios, Jesús sanó a un hombre poseído por un demonio que era ciego y mudo, para que pudiera hablar y ver. La gente se asombró y dijo: "¿Podría este ser el Hijo de David?" 
Pero cuando los fariseos oyeron esto, dijeron: "Es solo por Beelzebul, el príncipe de los demonios, que este hombre expulsa a los demonios". 
En este pasaje se dan encuentran dos aspectos diferentes: Uno es la curación del endemoniado y otra lo que Jesús llama el «pecado contra el Espíritu Santo» que consiste en atribuir al demonio las obras de Jesucristo, las obras de Dios.

## Textos bíblicos
La Biblia recoge este milagro en los  evangelios de san Mateo, de san Marcos y san Lucas de la siguiente forma:
- Según san Mateo:

Entonces le trajeron un endemoniado ciego y mudo. Y lo curó, de manera que el mudo hablaba y veía. Y toda la multitud se asombraba y decía: —¿No será éste el Hijo de David? Pero los fariseos, al oírlo, dijeron: —Éste no expulsa los demonios sino por Beelzebul, el príncipe de los demonios. Jesús, que conocía sus pensamientos, les replicó: 

Todo reino dividido contra sí mismo queda desolado, y toda ciudad o casa dividida contra sí misma no se sostendrá. Si Satanás expulsa a Satanás, está dividido contra sí mismo. ¿Cómo entonces se sostendrá su reino? Y si yo expulso los demonios por Beelzebul, vuestros hijos ¿por quién los expulsan? Por eso, ellos serán vuestros jueces. Pero si yo expulso los demonios por el Espíritu de Dios, es que el Reino de Dios ha llegado a vosotros. 
¿Cómo puede alguien entrar en la casa de uno que es fuerte y arrebatarle sus bienes, si antes no ata al que es fuerte? Sólo entonces podrá arrebatarle su casa. «El que no está conmigo está contra mí, y el que no recoge conmigo, desparrama.» Por lo tanto, os digo que todo pecado y blasfemia se les perdonará a los hombres; pero la blasfemia contra el Espíritu Santo no será perdonada. «A cualquiera que diga una palabra contra el Hijo del Hombre se le perdonará; pero al que hable contra el Espíritu Santo no se le perdonará ni en este mundo ni en el venidero.» O hacéis bueno el árbol y bueno su fruto, o hacéis malo el árbol y malo su fruto; porque por el fruto se conoce el árbol.
Raza de víboras, ¿cómo podéis decir cosas buenas, siendo malos? Pues de la abundancia del corazón habla la boca. El hombre bueno saca del buen tesoro cosas buenas, pero el hombre malo saca del tesoro malo cosas malas. Os digo que de toda palabra vana que hablen los hombres darán cuenta en el día del Juicio. Por tus palabras, pues, serás justificado, y por tus palabras serás condenado. 

- Según san Marcos:

Y los escribas que habían bajado de Jerusalén decían: —Tiene a Beelzebul, y expulsa los demonios por el príncipe de los demonios. Y convocándolos les decía con parábolas: —¿Cómo puede Satanás expulsar a Satanás? Si un reino está dividido en su interior, ese reino no puede sostenerse; y si una casa está dividida en su interior, esa casa no podrá sostenerse. Y si Satanás se levanta contra sí mismo, entonces se encuentra dividido y no puede sostenerse, sino que ha llegado su fin. Pues nadie puede entrar en la casa de uno que es fuerte y arrebatarle sus bienes, si antes no ata al que es fuerte. Sólo entonces podrá arrebatarle su casa. En verdad os digo que todo se les perdonará a los hijos de los hombres: los pecados y cuantas blasfemias profieran; pero el que blasfeme contra el Espíritu Santo jamás tendrá perdón, sino que será reo de delito eterno. Porque ellos decían: —Tiene un espíritu impuro.

- Según san Lucas:

Estaba expulsando un demonio que era mudo. Y cuando salió el demonio, habló el mudo y la multitud se quedó admirada; pero algunos de ellos dijeron: —Expulsa los demonios por Beelzebul, el príncipe de los demonios. Y otros, para tentarle, le pedían una señal del cielo. Pero él, que conocía sus pensamientos, les replicó: —Todo reino dividido contra sí mismo queda desolado y cae casa contra casa. Si también Satanás está dividido contra sí mismo, ¿cómo se sostendrá su reino? Puesto que decís que expulso los demonios por Beelzebul. Si yo expulso los demonios por Beelzebul, vuestros hijos ¿por quién los expulsan? Por eso, ellos mismos serán vuestros jueces. Pero si yo expulso los demonios por el dedo de Dios, es que el Reino de Dios ha llegado a vosotros. Cuando uno que es fuerte y está bien armado custodia su palacio, sus bienes están seguros; pero si llega otro más fuerte y le vence, le quita las armas en las que confiaba y reparte su botín. El que no está conmigo está contra mí, y el que no recoge conmigo, desparrama. Cuando el espíritu impuro ha salido de un hombre, vaga por lugares áridos en busca de descanso, pero al no encontrarlo dice: «Me volveré a mi casa, de donde salí». Y al llegar la encuentra bien barrida y en orden. Entonces va, toma otros siete espíritus peores que él, y entrando se instalan allí, con lo que la situación última de aquel hombre resulta peor que la primera.

## Interpretación de la Iglesia católica
Esta situación es un caso de verdadera posesión diabólica que consiste en la posesión de un cuerpo humano por un espírutu malo o demonio. La posesión va generalmente unida a problemas patológicos como la sordera, la mudez, la epilepsia, etc.Las personas poseídas dejan de tener el dominio de ellas mismas y el demonio les da fuerzas sobrehumanas.
Las expulsiones de los demonios en nombre de  Jesús tienen una relevancia especial en la historia de la redención porque son pruebas de que ha comenzado el Reino de Dios y el demonio es arrojado fuera.
Jesús ha realizado un milagro pero los escribas no solo no lo reconocen sino que le dicen a Jesús que tiene un «espíritu inmundo». La gravedad especial del pecado de estos fariseos es la «blasfemia contra el Espíritu Santo» que es atribuir alpríncipe del mal, a Satanás, las obras de bondad realizadas por el mismo Dios.